# Allaire Village
Pour les articles homonymes, voir Allaire.
Allaire Village est un district historique situé dans le parc d'État d'Allaire (en), à Wall Township dans le New Jersey.

## Howell Works

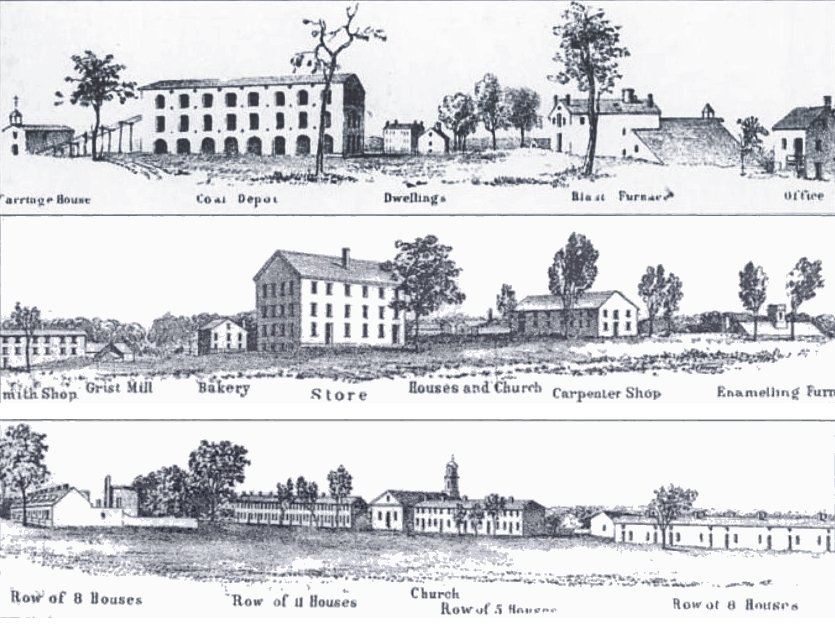
Dessin représentant le village de Howell Works en 1853.

En 1804, James P. Allaire (en) établit une fonderie de bronze à New York. En 1822, en raison de difficultés d'approvisionnement, il acquiert un fourneau de fer des marais dans le comté de Monmouth au New Jersey. Conseillé par son ami Benjamin B. Howell, il devient donc propriétaire d'un terrain de 5 000 acres (20 km2) pour 19 000 dollars,. Le site, connu sous le nom de Monmouth Furnace alors que William Newbold était propriétaire, est renommée Howell Works en l'honneur de son ami. Outre l'usine, la propriété comprend des marais pour extraire le fer et des forêts produisant le bois nécessaire à sa fonte.
Howell Works emploie d'abord des ouvriers pour extraire le fer, des bûcherons pour couper le bois et des ouvriers pour la fonderie. En raison de l'isolement du site, Allaire décide de construire une cité ouvrière pour ses employés et recrute alors des artisans, des commerçants et des fermiers. À partir de 1832, le village utilise sa propre monnaie. La même année, Allaire fait construire une église épiscopalienne. Il rend par ailleurs l'école obligatoire pour les enfants de ses employés.
En 1836 l'entreprise est à son apogée, elle emploie de 400 à 600 ouvriers et le village compte plus de 60 bâtiments : des fourneaux et des entrepôts de charbon, un magasin d'entreprise, une église, un moulin, des étables, un abattoir et plusieurs petits commerces (boulanger, forgeron, charpentier, etc.). Les ouvriers vivant dans le village occupent des maisons mitoyennes lorsqu'ils sont en couple et dorment dans un dortoir du manoir Allaire lorsqu'ils sont célibataires,.
En octobre 1836, le bateau à vapeur de Howell Works reliant l'usine à New York (le William Gibbons) est détruit. La panique de 1837 complique également les affaires et les fourneaux s'arrêtent. Il mettront deux ans avoir de revenir à pleine capacité,. Le bateau remplaçant le Gibbons (le Home) sombre à son tour en octobre 1837, conduisant à la mort d'une centaine de passagers et la disparition du bateau qui n'était pas assuré. La réputation et les finances d'Allaire sont ternies par l'accident. Par ailleurs, d'importantes de réserves de minerai de fer sont découvertes en Pennsylvanie dans les années 1830. Celles-ci se révèle moins couteuses que celle du New Jersey. Les fourneaux de Howell Works s'éteignent en 1846,. Le village se vide peu à peu et l'entreprise fait faillite en 1850. James P. Allaire se retire sur sa propriété avec sa seconde épouse Calicia et son fils Hal.

## Restauration
Vidé au milieu du XIXe siècle, le village compte occasionnellement quelques résidents. Hal Allaire y vit notamment reclus, mais il ne dispose pas de l'argent nécessaire à l'entretien du site. Le New York Times rapporte par ailleurs en 1901 que quelques maisons sont habitées. En 1907, un article du journal évoque la restauration d'un cottage en auberge. La plupart des bâtiments sont toutefois abandonnés. Allaire Village est alors surnommé le « village désert » (en anglais : Deserted Village). La propriété reste dans la famille Allaire jusqu'à la mort de Hal en 1901. Le village est alors racheté par W. J. Harrison puis par le journaliste Arthur Brisbane en 1970, pour 68 dollars. Brisbane y vit jusqu'à la fin des années 1920.
À partir de 1900, le village est utilisé comme décor de plusieurs films muets, dont le plusieurs célèbre est Ciel de gloire de 1928. En 1929, 800 acres (324 ha) du « village désert » sont loués aux boys scouts du comté de Monmouth pour leur camp d'été. Le camp est alors appelé Camp Burton at Allaire. Les boys scouts participent à la restauration de plusieurs bâtiments, parfois avec l'aide d'autres organisations comme le club Kiwanis d'Asbury pour le magasin général, l'église St. James in Red Bank pour le cotage Foreman ou encore le club Kiwanis de Belmar pour le terrain sportif. Le campement est parfois loué à d'autres associations, notamment les girl scouts. Durant la Grande Dépression, il est utilisé par les Civilian Conservation Corps. Après la mort d'Arthur Brisbane, les scouts perdent le droit d'utiliser le campement et la saison 1940 est leur dernière sur le site.
En 1941, Phoebe C. Brisbane (veuve d'Arthur) lègue la propriété à l'État du New Jersey pour créer un parc d'État en mémoire de son mari. Durant la Seconde Guerre mondiale, l'État autorise la construction d'une fausse ville allemande par le département de la Guerre des États-Unis ; elle sert d'entraînement aux troupes stationnées au Fort Monmouth voisin. Dans les années 1950, l'État du New Jersey manque de fonds et accorde une location de 25 ans à l'association Deserted Village of Allaire, pour qu'elle restaure le site. Le conseil d'administration de l'association comprend notamment un descendant de James Allaire.
Les travaux de restauration débutent en 1957. Les plupart des bâtiments d'Allaire Village sont alors en ruine et envahis par la végétation. La réhabilitation débute par le magasin général et le boutique du forgeron, puis les étables et la boulangerie. En juin 1957, un parc d'État est créé autour du village : parc d'État d'Allaire (en). Il est officiellement inauguré par le gouverneur Robert B. Meyner le 24 mai 1958.
Allaire Village est inscrit au Registre des lieux historiques du New Jersey en 1970 puis au Registre national des lieux historiques en 1974,.

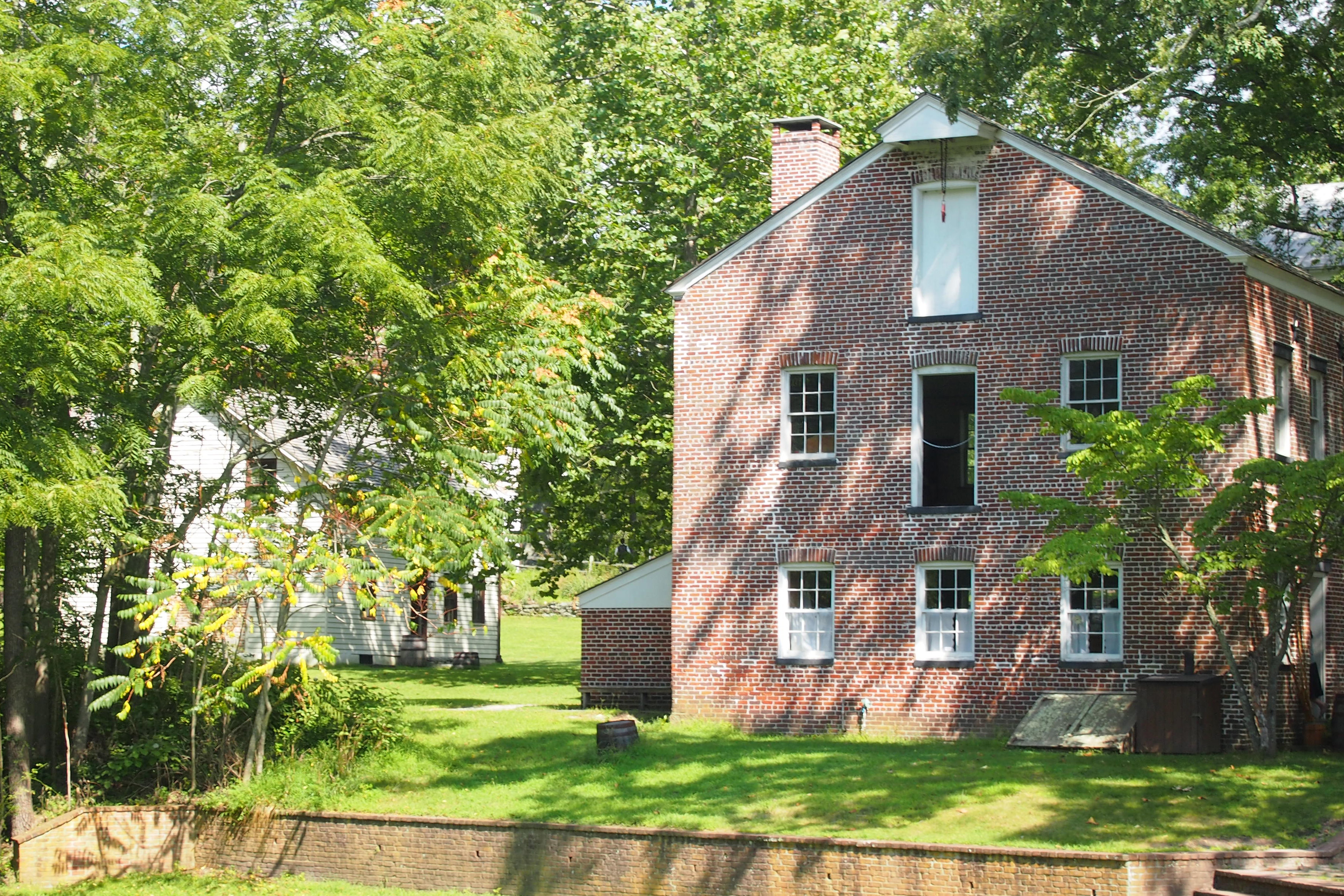
La boulangerie.
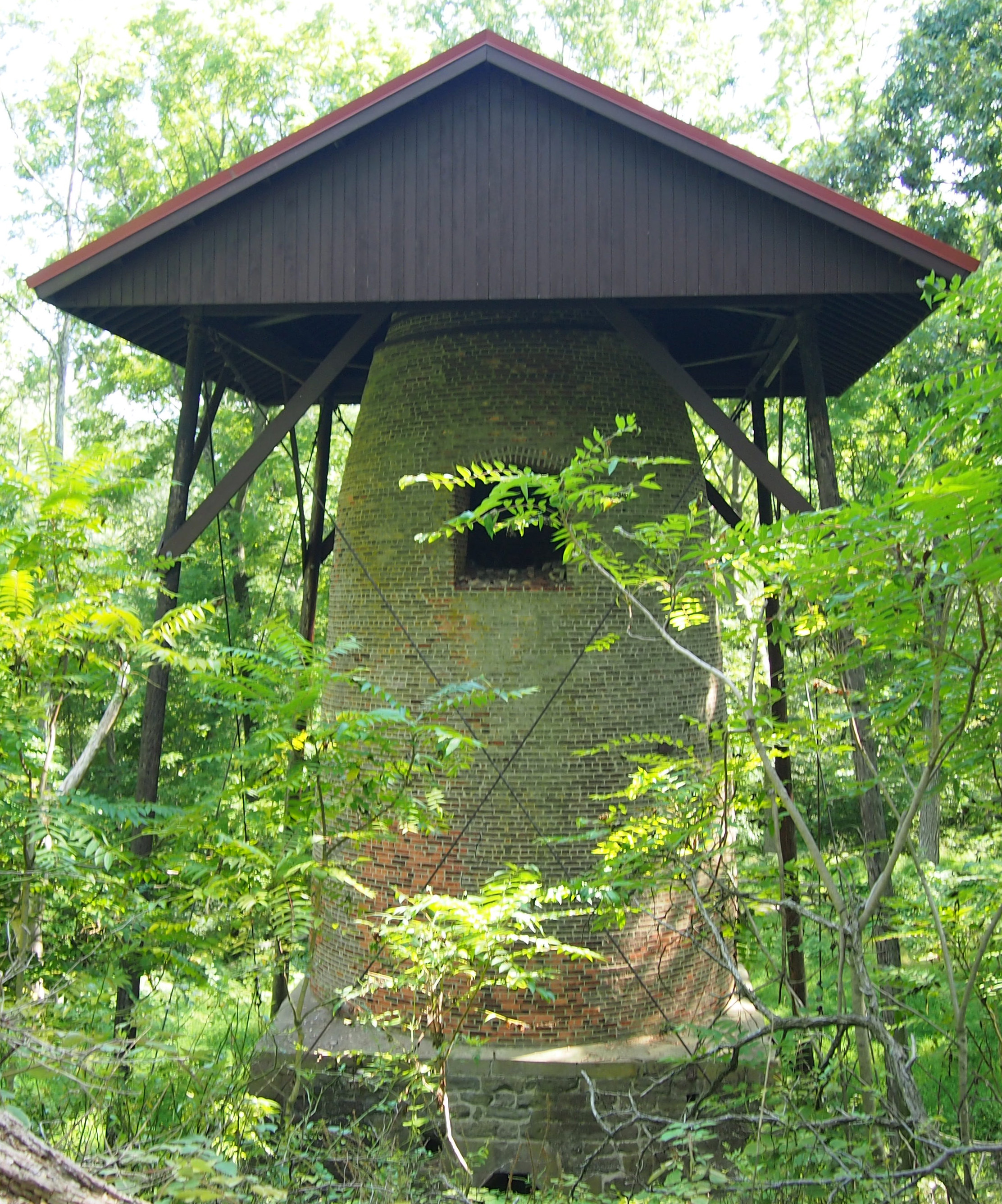
Le fourneau.
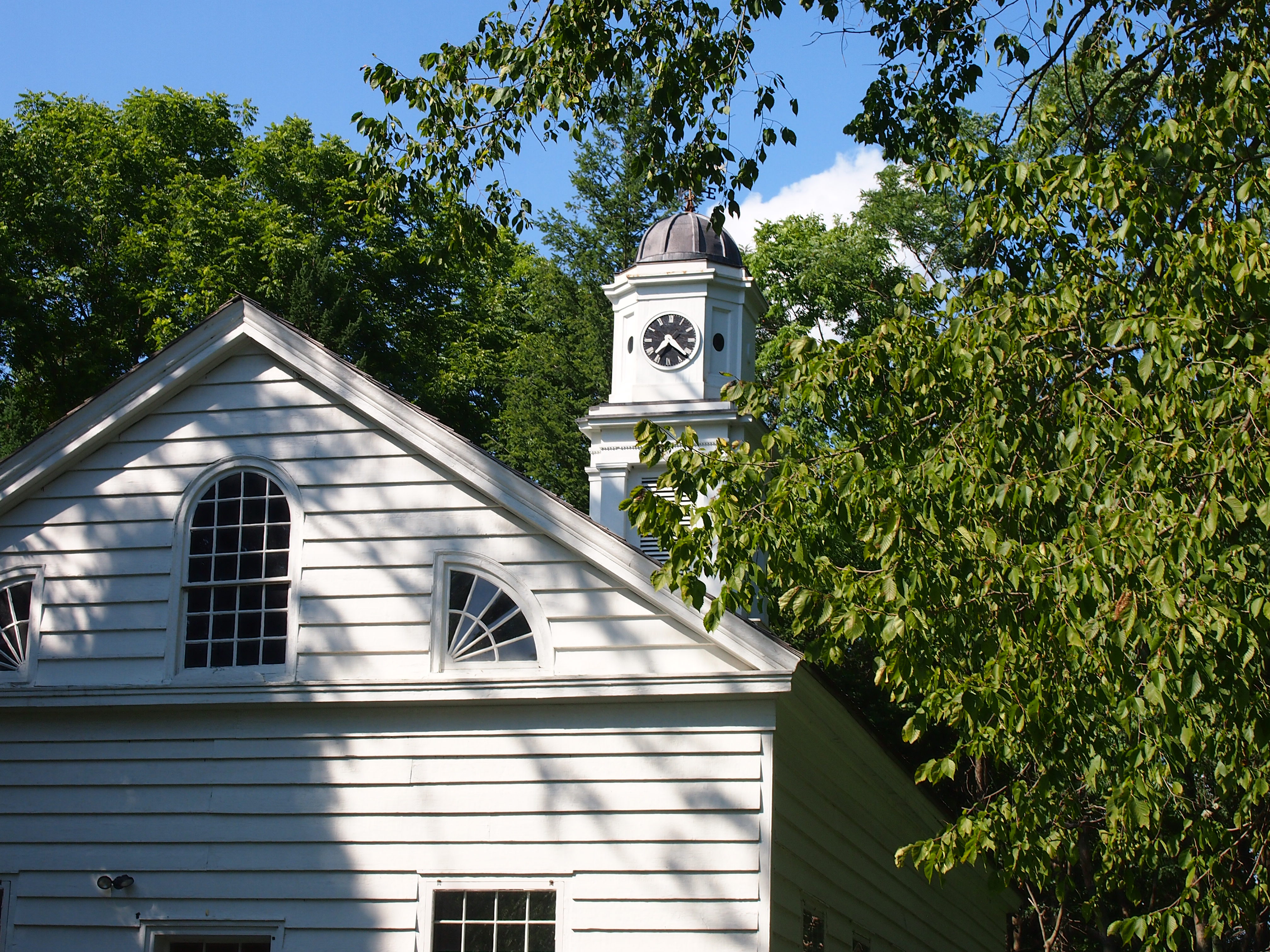
L'église.
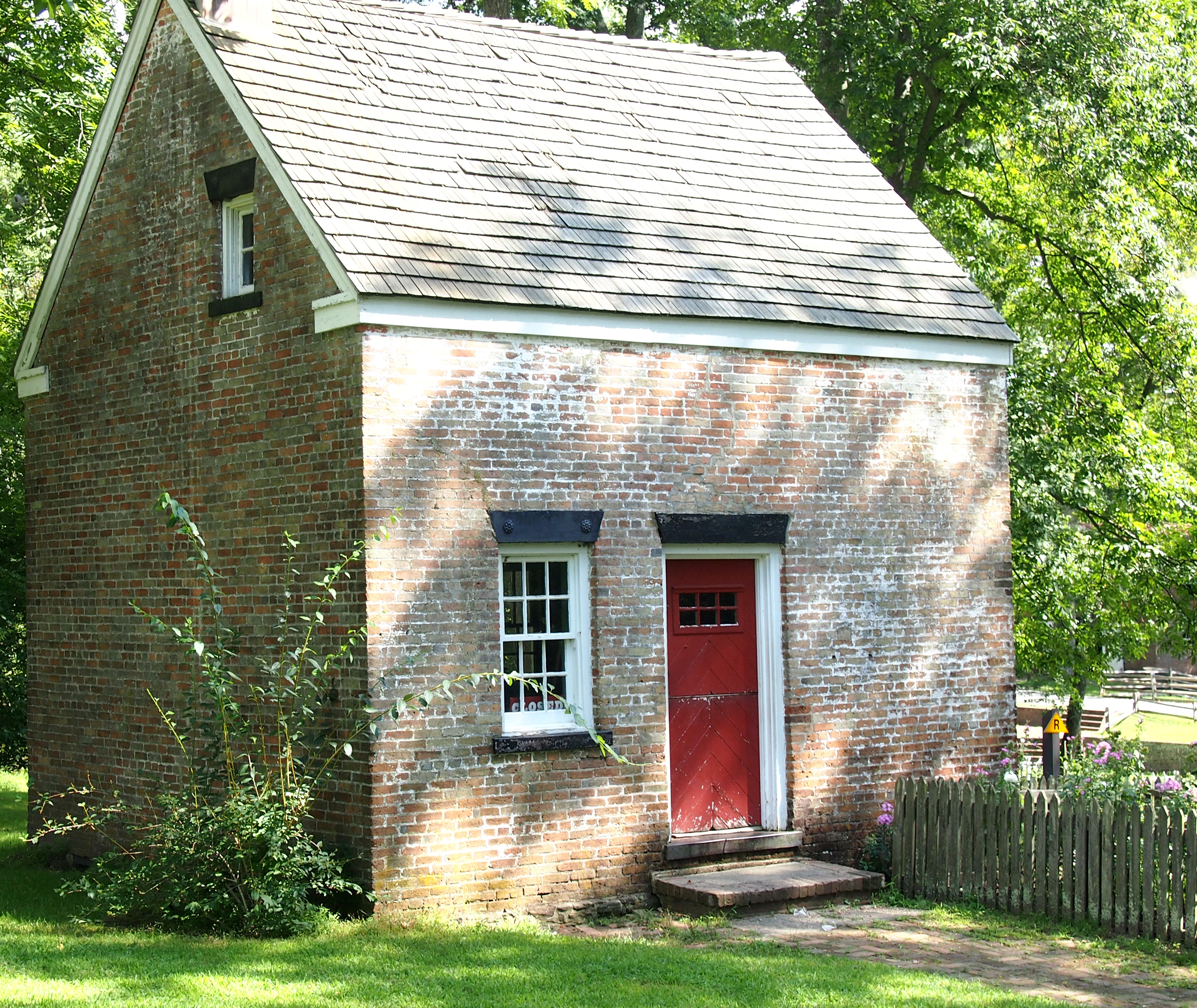
Le cottage Foreman.